# Computer Bismarck
Computer Bismarck è un videogioco di guerra per computer sviluppato e pubblicato dalla Strategic Simulations (SSI) nel 1980. La storia trae ispirazione dalla caccia alla Bismarck, l'operazione della Royal Navy volta a intercettare e affondare la corazzata tedesca Bismarck, avvenuta nel 1941. Si tratta del primo titolo della SSI ed è un videogioco a turni con una grafica bidimensionale.
Il videogioco è stato creato da due programmatori, Joel Billings e John Lyons, che hanno scritto il codice in BASIC. Nato originariamente per il TRS-80, ne è stata creata una versione per l'Apple II due mesi dall'inizio dello sviluppo. In seguito a una riunione con altri programmatori di videogiochi di guerra, Billings decise di pubblicare anche la sua creazione. Per questo motivo assunse Louis Saekow col compito di disegnare le immagini della confezione.
Il videogioco fu un successo sia di vendite sia di recensioni favorevoli. I critici attribuiscono i buoni risultati dell'azienda a Computer Bismarck e ad altri titoli pubblicati in quel periodo. Esso è anche ritenuto in parte responsabile della legittimazione dei giochi di guerra e dei videogiochi per computer in generale; è stato definito il primo "gioco di guerra serio per un microcomputer".

## Contesto storico

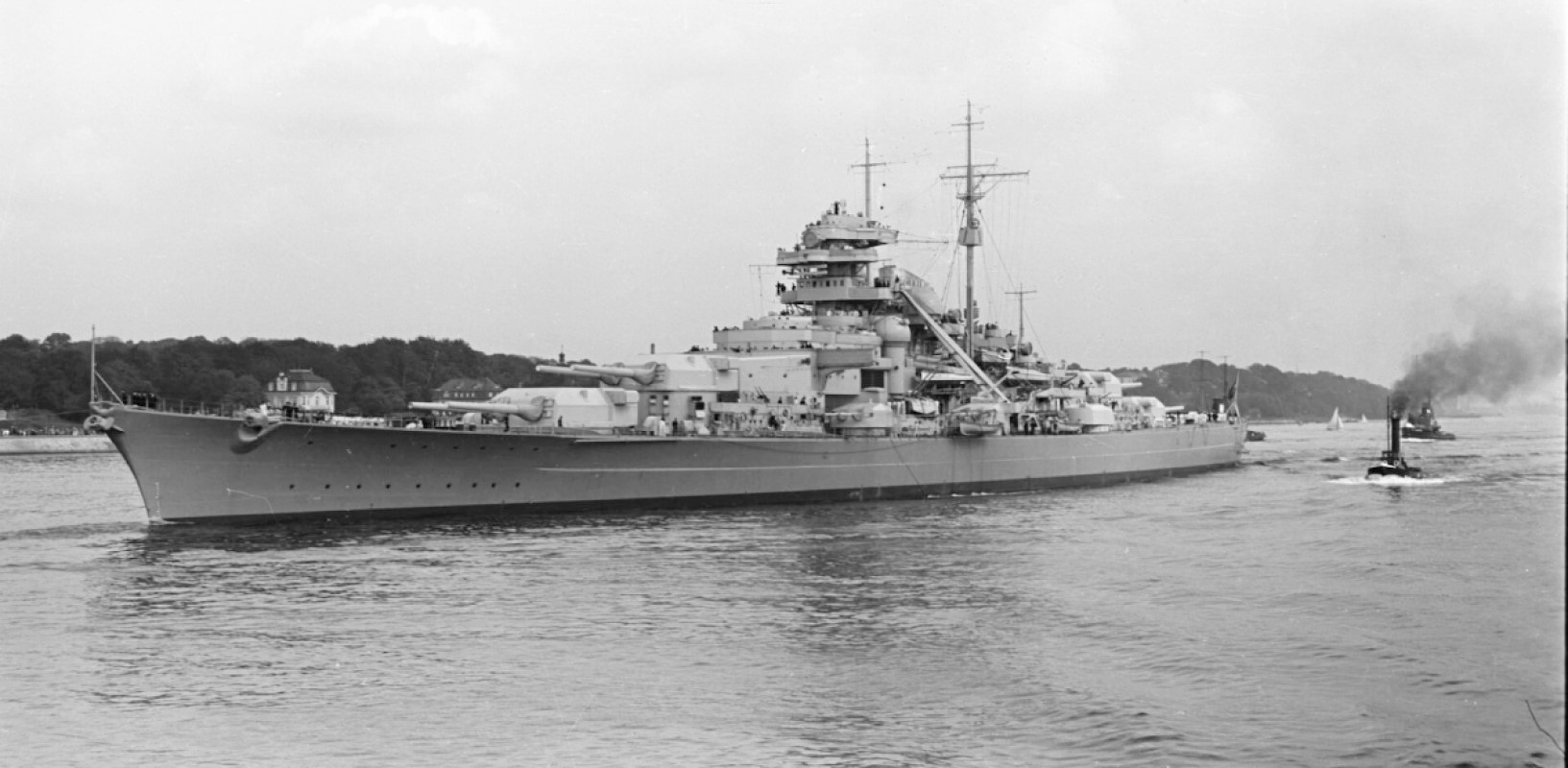
La corazzata tedesca Bismarck nel 1940

Il gioco è una simulazione dell'ultima battaglia della corazzata tedesca Bismarck, avvenuta nell'Oceano Atlantico durante la seconda guerra mondiale. Il 24 maggio 1941 la Bismarck e la Prinz Eugen affondarono la HMS Hood e danneggiarono la Prince of Wales nella battaglia dello stretto di Danimarca. In seguito alla battaglia le navi e gli aerei della Royal Navy inseguirono la Bismarck per due giorni. Dopo essere stata resa inoffensiva da un aerosilurante la sera del 26 maggio, la Bismarck fu affondata il mattino seguente.

## Modalità di gioco
Computer Bismarck è un videogioco di guerra a turni nel quale i giocatori controllano le forze del Regno Unito spiegate contro la corazzata Bismarck e le altre unità tedesche. Le forze avversarie possono essere controllate da un computer (chiamato "Otto von Computer") o da un secondo giocatore. L'azione si svolge su una mappa dell'Oceano Atlantico settentrionale in cui le lettere dell'alfabeto inglese rappresentano unità militari e basi (porti ed aeroporti). Le unità dispongono di diversi armamenti, così come di valori che determinano la loro mobilità, potenza di fuoco, vulnerabilità ed altri fattori. I turni sono delle fasi ed i giocatori si alternano nel dare ordine per muovere le rispettive unità. Le fasi possono svolgere altre funzioni, come informare i giocari di un movimento delle unità o dell'esito di una battaglia. I giocatori guadagnano punti distruggendo le unità avversarie. Dopo che la Bismarck viene affondata o si raggiunge un certo numero di turni, il gioco si conclude. In base al numeri di punti guadagnati dai giocatori gli inglesi o i tedeschi vengono dichiarati vincitori.

## Sviluppo
Computer Bismarck è il primo videogioco della Strategic Simulations. Lo sviluppo ha richiesto circa sei mesi ed è stato gestito da Joel Billings, il fondatore dell'azienda, e da John Lyons; Billings si è concentrato sulla grafica del gioco, mentre Lyons si è occupato di scrivere il codice. Durante il college Billings ha utilizzato i computer per effettuare analisi economiche, meteorologiche e modellizzazioni matematiche. Questa esperienza lo ha portato a credere che i computer potessero gestire giochi di guerra senza dover ricorrere a noiose descrizioni testuali. Quando era uno studente universitario Billings incontrò un programmatore della IBM. Billings gli propose di creare un'azienda di software con lui, ma il programmatore non era interessato ai giochi di guerra e disse che erano troppo difficili e complessi perché potessero diventare di successo presso un ampio pubblico. Billings affisse dei volantini nei negozi di hobbistica nella zona di Santa Clara per attirare appassionati di giochi di guerra con esperienza di programmazione. Lyons fu il primo a contattarlo ed avviò rapidamente con Billings una fruttosa collaborazione.
Billings scelse l'ultima battaglia della Bismarck perché pensò fosse più semplice da ricreare rispetto ad altri scenari. Computer Bismarck venne scritto in BASIC e compilato per aumentarne la velocità. Nell'agosto 1979 Billings fornì a Lyons l'accesso ad un computer per scrivere il programma. Lyons iniziò a programmarne una versione semplificata simile al gioco della volpe e dei segugi - dei "segugi" perlustravano il campo di gioco alla ricerca della "volpe". All'epoca i due lavoravano di giorno e programmavano nell'appartamento di Billings la notte. Lyons programmò quasi tutto il gioco, mentre Billings lo aiutò in alcuni compiti minori.
Il videogioco è stato originariamente sviluppato per il TRS-80 della Tandy Corporation, ma è stata realizzata anche una versione per l'Apple II. Billings fu messo in contatto con Trip Hawkins, allora impiegato presso la divisione commerciale della Apple, da un venture capitalist. Hawkins convinse Billings a sviluppare il gioco anche per l'Apple II; disse che la capacità di quella macchina di gestire la grafica a colori l'avrebbe resa un'ottima piattaforma per i giochi di strategia. Nell'ottobre 1979, lo zio di Billings gli regalò un Apple II. Billings e Lyons modificarono il loro codice per renderlo compatibile con l'Apple II ed utilizzarono un programma di grafica per generare la mappa del gioco.
Dopo che Lyons iniziò a programmare, Billings si occupò di analizzare il mercato dei videogiochi. Si recò presso i rivenditori di videogiochi e partecipò ad una convention a San Francisco. Billings chiese a Tom Shaw della Avalon Hill - l'azienda che ha prodotto molti giochi di guerra che Billings utilizzava da bambino - ed a un fondatore della Automated Simulations delle informazioni sul mercato, ma non ottenne riscontri. Le risposte di circostanza convinsero Billings a pubblicare i giochi della SSI. Quando Computer Bismarck venne completato nel gennaio 1980, si mise alla ricerca di un designer per progettare la confezione del videogioco.
Billings incontrò Louis Saekow grazie al passaparola tra amici, ma inizialmente esitò ad assumerlo. Ispirato dai giochi della Avalon Hill, Billings voleva che anche quelli della SSI avessero un aspetto professionale, includessero mappe, manuali dettagliati e fossero venduti in confezioni accattivanti. Due mesi prima Saekow aveva sospeso la sua formazione medica per seguire il sogno di diventare un designer. Per assicurarsi il lavoro, Saekow disse a Billings che avrebbe potuto non pagarlo se non fosse stato completamente soddisfatto. Per creare la grafica della confezione, Saekow utilizzò una macchina fotografica stat; il suo coinquilino lavorava presso la casa editrice di una rivista e lo aiutò ad utilizzare la macchina fotografica di nascosto dopo l'orario di chiusura degli uffici. Il cugino di Saekow si occupò di stampare la confezione. Non disponendo di un deposito per il prodotto, Billings stoccò le prime 2 000 scatole nella sua camera da letto. Nel febbraio 1980, distribuì 30 000 volantini ai possessori di un Apple II e presentò il gioco all'Applefest il mese successivo. SSI acquistò un'intera pagina pubblicitaria su BYTE nell'aprile 1980. Vi era scritto: "Ora esiste davvero un gioco di guerra storico per il tuo computer domestico... Non è mai esistito nulla del genere prima". La pubblicità menzionava la possibilità di giocare contro il computer o un avversario umano e la funzione che permetteva il salvataggio di una partita non ancora conclusa. La versione per l'Apple II era in vendita a 59,95 $ e la pubblicità prometteva il futuro supporto per il TRS-80 ed altri computer.

## Recensioni
BYTE dichiarò che Computer Bismark rappresentava una "pietra miliare nello sviluppo dei giochi di guerra commerciali" ed approvò l'opzione che consentiva di giocare contro il computer, anche se tiepidamente. Criticò il gioco per il suo essere una copia troppo fedele del gioco da tavolo Bismarck, anche in quelle parti meno adatte ad un computer. La recensione inoltre sottolineò che il videogioco "presenta [come il gioco da tavolo] l'irritante meccanismo dei pagamenti per muovere le navi" e dichiarò che "le mancanze di Computer Bismarck possono essere riassunte dicendo che il gioco non sfrutta pienamente le possibilità offerte dai computer". Il gioco venne recensito più favorevolmente da altri critici. Neil Shapiro del Popular Mechanics lodò il realismo del gioco e la sua capacità di ricreare le complesse manovre di una battaglia reale. Lo definì come unico e "fantastico". Creative Computing evidenziò che il gioco "probabilmente non è per tutti. Non posso spiegare efficacemente quanto la simulazione sia complessa... Comunque, a chi è pronto per una [sfida]... consiglio con entusiasmo Computer Bismarck". Il ricercatore Peter Perla della marina statunitense considerò i giochi di guerra come Computer Bismarck un passo in avanti rispetto ai precedenti videogiochi in stile arcade: elogiò l'aggiunta di un avversario controllato dal computer. Perla attribuì il successo della SSI ai suoi primi giochi di guerra, citando in particolare Computer Bismarck.
Bob Proctor di Computer Gaming World fece analoghe dichiarazioni sul successo della SSI, commentando che il titolo assicurò all'azienda buoni guadagni. Egli inoltre sottolineò che questo successo spinse i giocatori più incalliti a inviare i propri giochi alla SSI, fatto che contribuì ad aumentare il successo dell'azienda. Proctor ritenne che la pubblicazione di Computer Bismarck aiutò l'opera di legittimizzazione dei giochi di guerra e dei videogiochi in generale. Disse inoltre che la confezione professionale dimostrava la serietà della SSI nel creare prodotti di qualità; prima di Computer Bismarck la maggior parte dei videogiochi era confezionata in sacchetti di plastica richiudibili. Il lavoro di Saekow sulla confezione fu ricompensato con un impiego permanente nell'azienda; egli progettò le confezioni della maggior parte dei prodotti futuri.
BYTE notò una somiglianza tra i meccanismi del gioco e il Bismarck di Avalon Hill, dichiarando che "sarebbe stato opportuno riconoscere che il gioco era basato sul progetto di Avalon Hill". Nel 1983 Avalon Hill intraprese un'azione legale contro la SSI per aver copiato i meccanismi dei suoi giochi da tavolo; Computer Bismarck, insieme ad altri titoli, fu citato nella causa. Le due aziende firmarono un accordo extragiudiziario. Il gioco venne successivamente ripubblicato come parte della linea SSI classics ad un prezzo scontato. Un futuro videogioco della SSI, Pursuit of the Graf Spee, utilizzerà una versione adattata del sistema alla base di Computer Bismarck.